# Culinária da Calábria

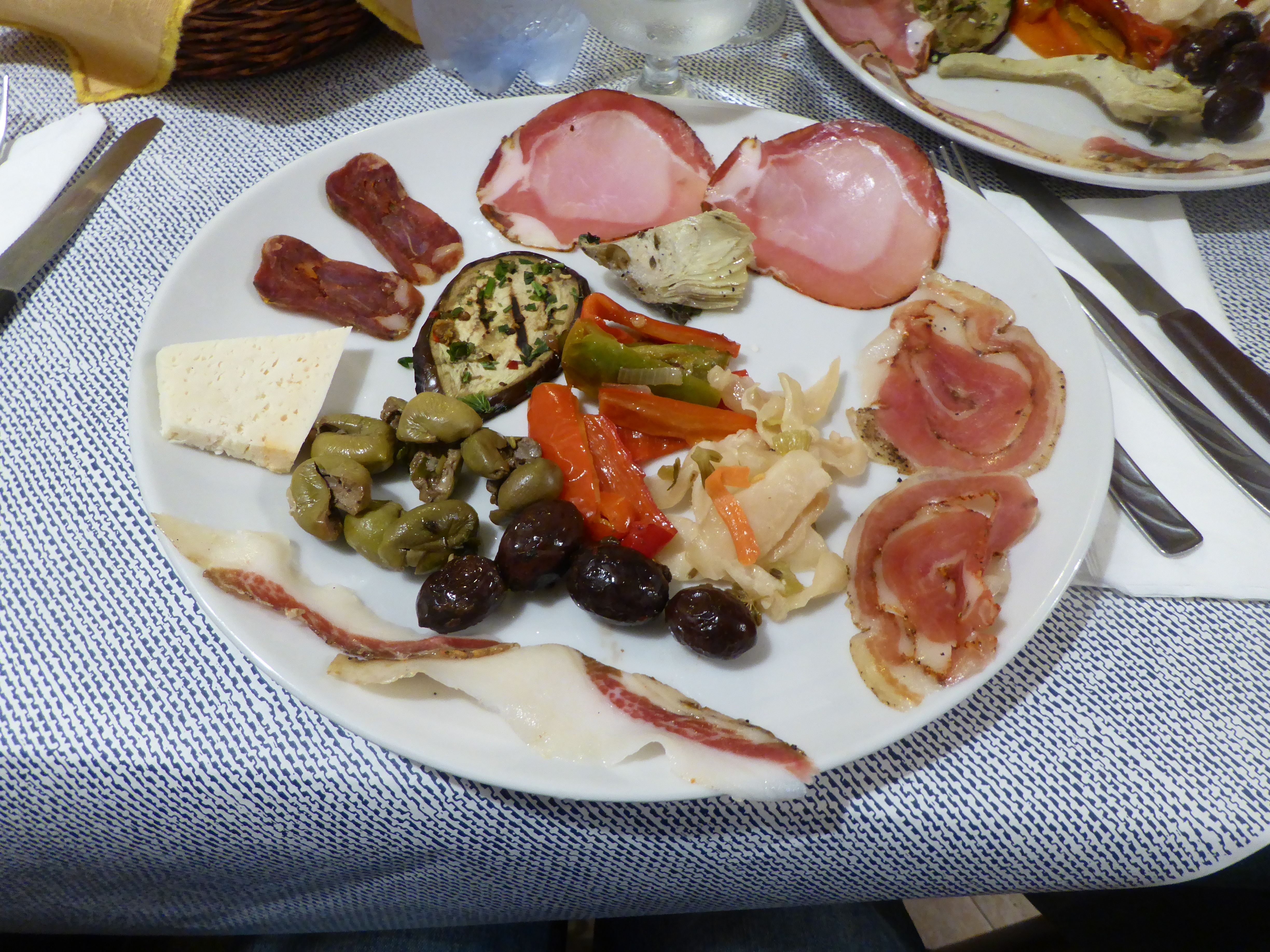
Entrada calabresa

A comida calabresa é uma cozinha pobre, de origem camponesa, com inùmeros pratos ligados a ocasiões religiosas: no Natal e na Epifania costumava-se colocar treze pratos na mesa, enquanto no Carnaval se comia macarrão, almôndegas e carne de porco.
A Páscoa é celebrada com cordeiro assado, cudduraci e pães espirituais e o mesmo acontece nas outras festas. Um molho muito importante é o 'nduja, muito picante e excelente para oc crostini.

## Características

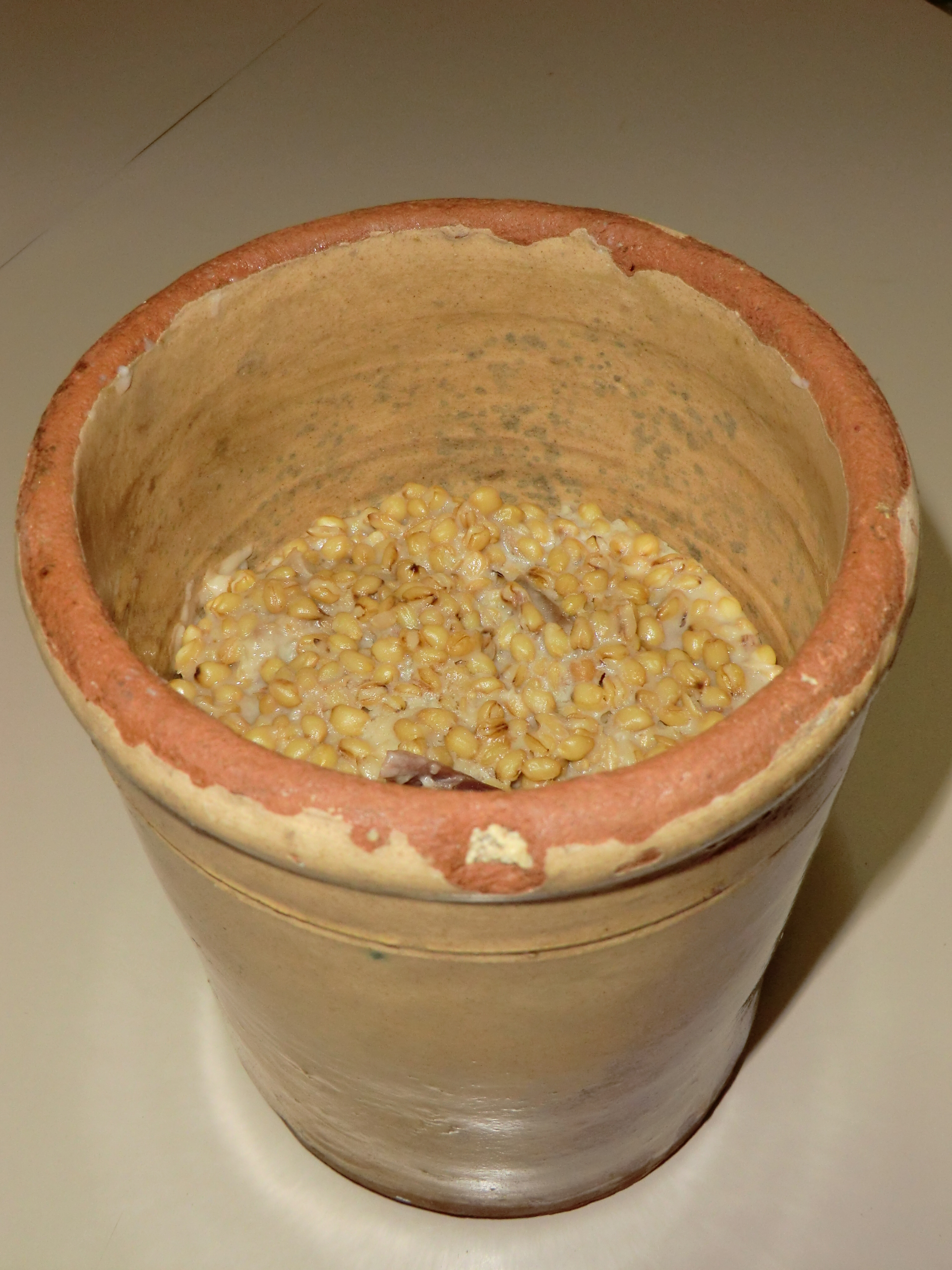
Um recipiente tradicional de Cosenza, o tinìallu, cheio de Cuccìa (Calábria).

Na Calábria, como observou o filólogo alemão Gerhard Rohlfs, não existe uma verdadeira unidade étnica ou linguística e, portanto, mesmo as suas produções culinárias não são homogéneas, sendo influenciadas pela antiga divisão entre Calábria Citeriore e Calábria Ulteriore. Existem poucos pratos que podem ser encontrados em todas as cinco províncias atuais, como a massa ca muddica e anchovas, berinjela à parmegiana e stockfish, que no entanto têm preparações diferentes nos vários territórios. A província de Reggio Calabria, e ainda mais a cidade de Reggio, difere das outras, especialmente da Cosenza que, mesmo geograficamente, é muito distante .
Os alimentos conservados são importantes, como anchovas salgadas, dessalgadas e colocadas em óleo com pimenta, carne de porco salsichas (como 'nduja e [[soppressata] [[calabresa] ]), queijos, vegetais em óleo e tomates secos, o que lhes permitiu sobreviver durante períodos de fome, bem como durante longos períodos de cerco por piratas sarracenos ("li turchi").
A viticultura está em crescimento e a produção de azeitonas mantém-se, embora tenha diminuído.
Destaca-se a utilização de vegetais: beringelas em particular, mas também tomates, pimentos, cebolas roxas, alface, brócolos e leguminosas como feijões, grão-de-bico, lentilhas e favas.
O pão faz uso extensivo de trigo duro (especialmente o alla giugiulena) e a massa caseira é muito difundida. Pimentas, mais ou menos picantes, são muito utilizadas, principalmente em molhos e pratos principais.

## Primeiros pratos

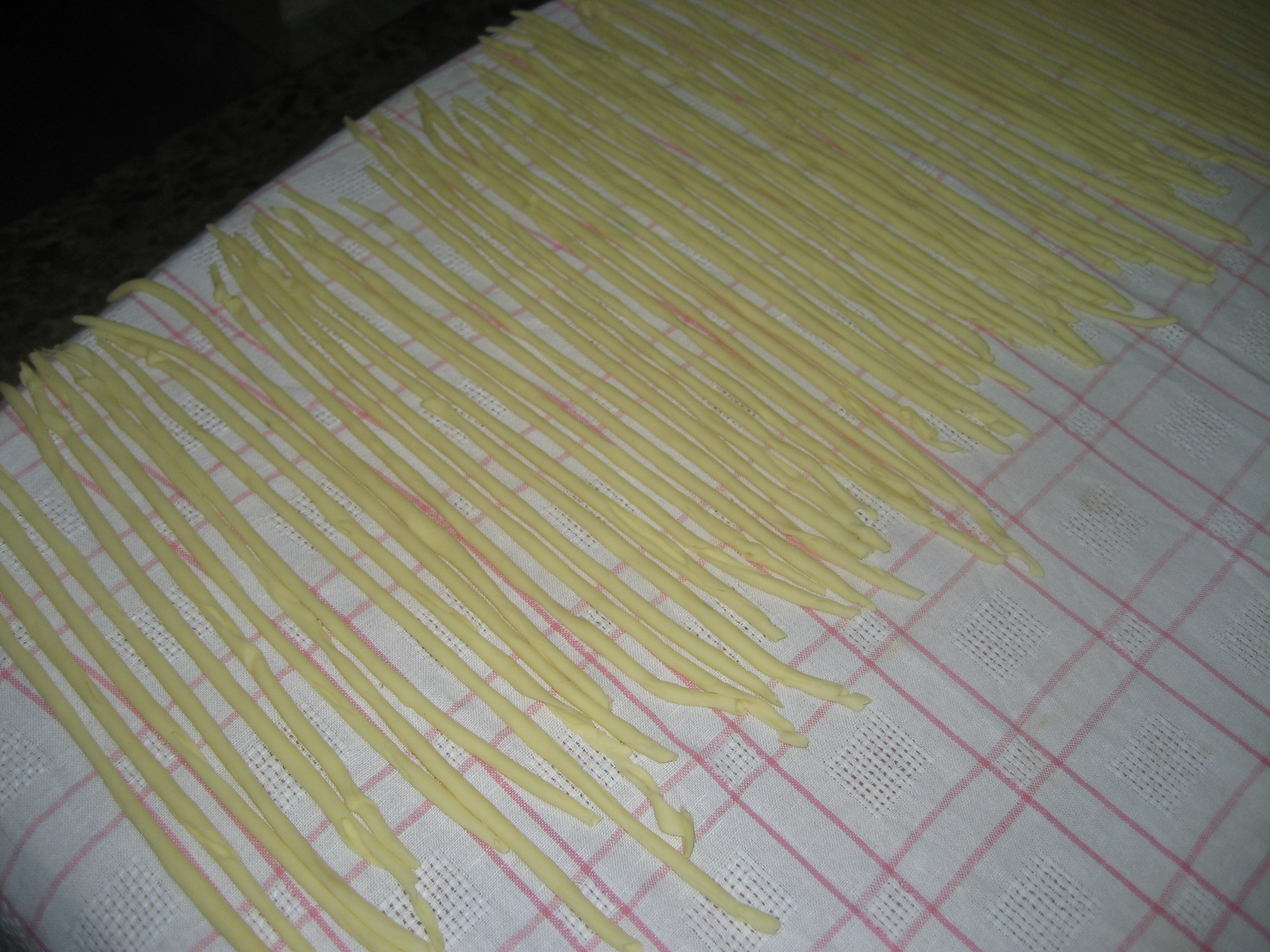
Preparação de massa caseira

Calabrian Baked Pasta

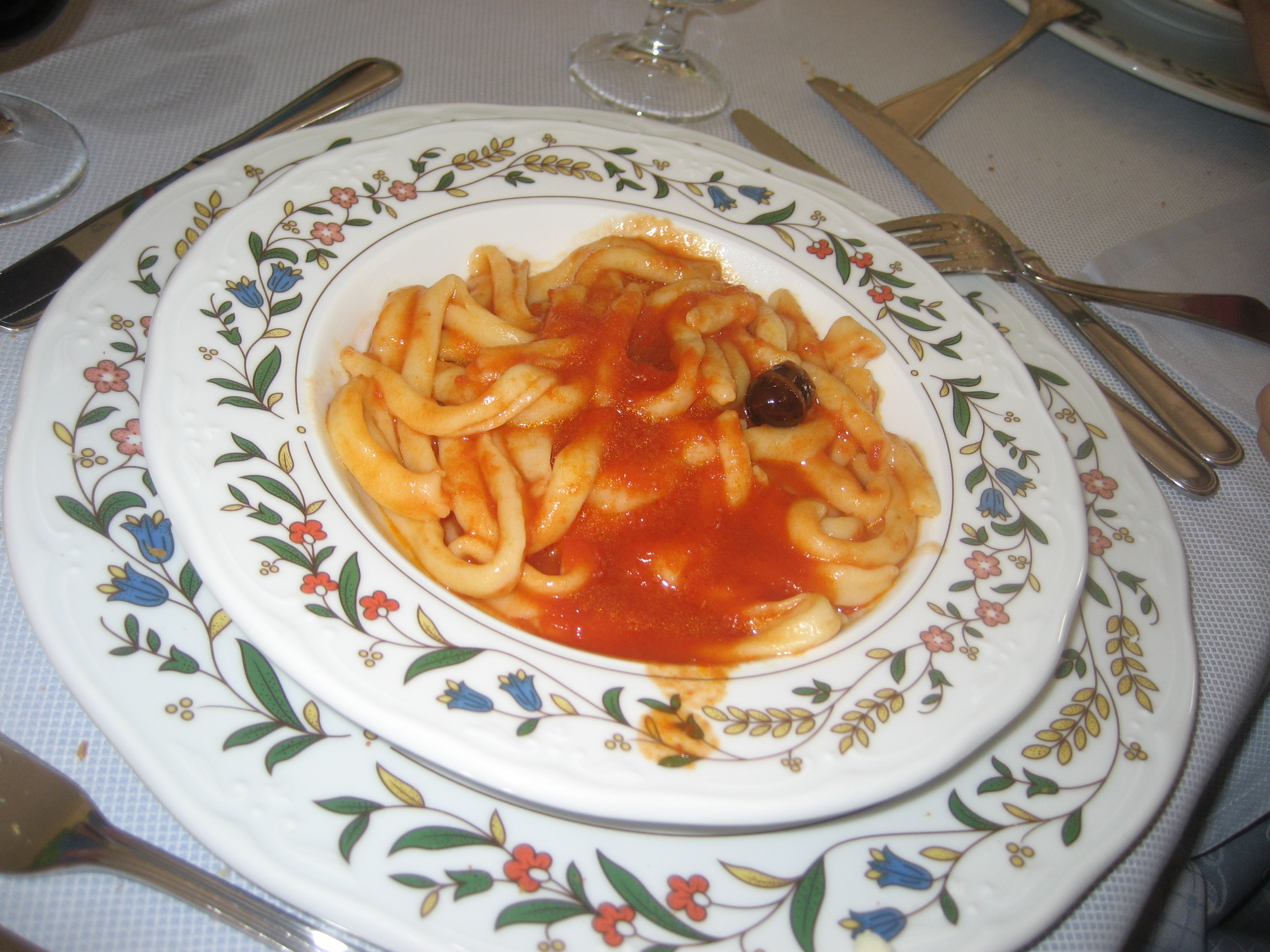
Massa caseira com ragù de cabra e azeitonas

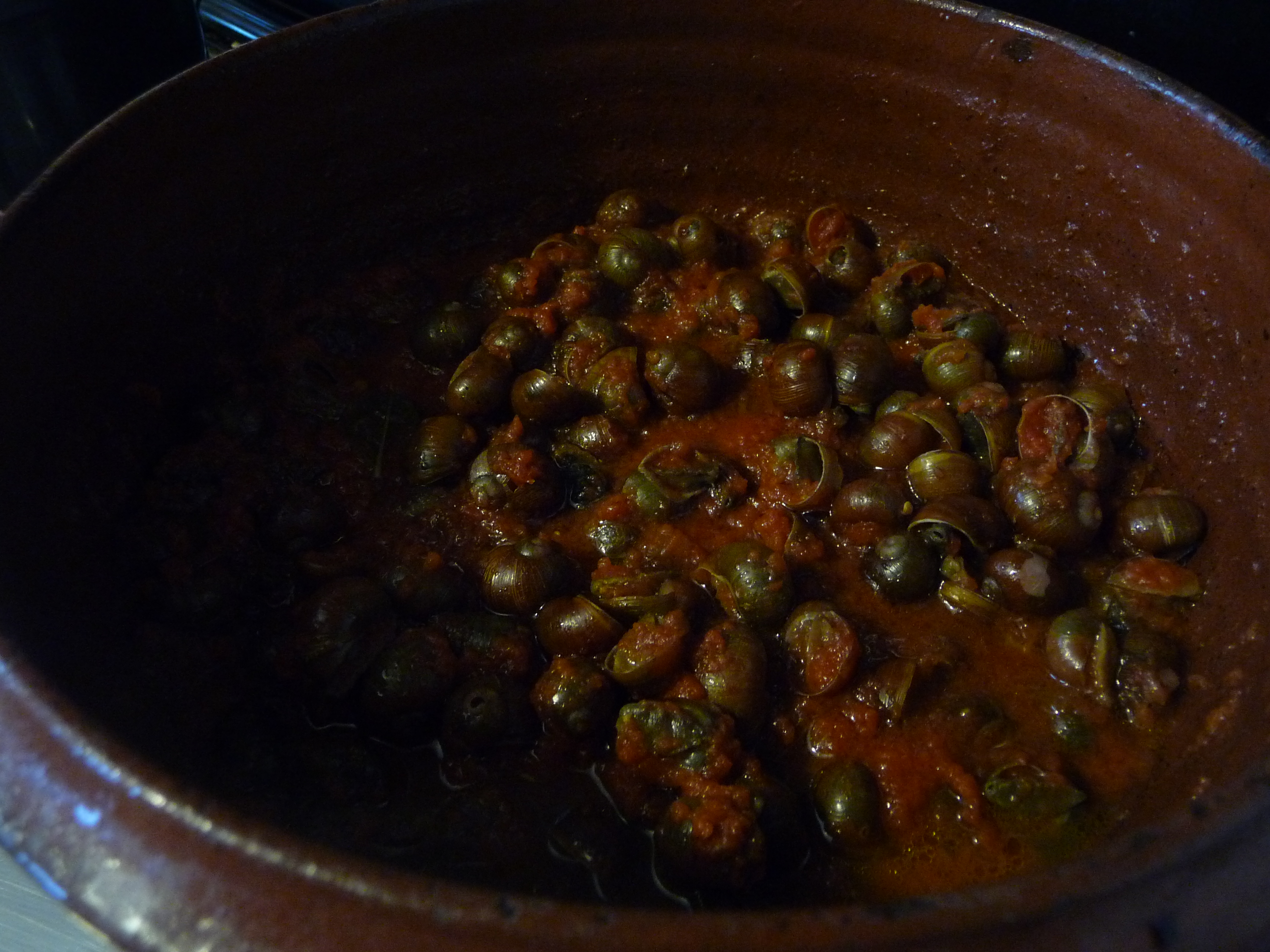
Macarrão e molho de caracol

- Cacocciuli ca' pasta: macarrão com cardos selvagens;
- Cuccìa: Prato tradicional preparado por ocasião das festas patronais das cidades da Pré-Sila Cosenza. O prato é feito com trigo, carne de porco e/ou cabra, ou em versão doce com canela, chocolate e casca de laranja;
- Maccarruni ca sarsa: é um prato tradicional da Calábria que é consumido em Condofuri, Melito di Porto Salvo, Bova Marina e em todo o [ [ província de Reggio Calabria]];
- Fileja ou fhilatierj (típico de toda a Calábria, conhecido com nomes diferentes nas várias áreas: maccarruni i casa, scilatelli, maccarruni a firrettu , stranguggji, strozzaprìaviti etc.): massa semelhante ao macarrão, é feita em casa com o ferro típico da Calábria que era usado para prender meias (u' f'rzuh'); na vibonese e na reggino para a preparação é usado, ou pelo menos era usado, para envolvê-los com os gonaci, ou os caules lenhosos da flor da disa (Ampelodesmos mauritanicus, gùtimu em calabrês). Eles combinam perfeitamente com carne de cabra. Na região de Vibo Valentia, uma combinação tradicional é com grão-de-bico. Na região de Reggio, eles são temperados com ragù de porco e em Bova o ragù de cabra é típico e deve ser "lastra", ou seja, não deve ter conhecido um macho.
- Tagghiulini chi ciciri: tagliatelle típico de toda a Calábria, especialmente os de origem Magna Grécia, acompanhados de grão-de-bico;
- Maccarruni i'casa: maccheroni pertencem à mais antiga tradição calabresa e devem ser considerados os progenitores da massa que se espalhou da Calábria para a península. Preparados com uma mistura de farinha tipo 0, sêmola e água, eram moldados antigamente em torno de um talo de uma determinada erva, hoje em torno de uma agulha de tricô ou, mais frequentemente, com máquinas industriais, e temperados com molhos ricos à base de cabra, carne bovina ou suína (maccarruni cu'zucu ra Crapa, ru boi o ru porcu). Elas são finalizadas com uma pitada de ricota salgada;
- Macarrão à pastura;
- Pasta a lu fùrnu ou pasta 'ncasciàta (na área de Reggio): rigatoni ou paccheri curtos temperados com molho de carne, almôndegas e carnes curadas, enriquecido com ovos cozidos e queijo caciocavallo ou provola e bastante queijo pecorino. Eles são incorporados ('ncasciàti) entre duas ou mais camadas de berinjelas fritas em uma panela, completando o cozimento no forno;
- Pasta ca' muddica e alici: um prato extremamente simples e saboroso, geralmente composto de espaguete temperado com anchovas e azeite, amarrado com um punhado de pão ralado torrado;
- Pasta chi melangiane mbuttunate: massa (geralmente caseira) temperada com berinjelas que são "'mbuttunate" com uma mistura de farinha de rosca, pecorino, parmesão e ervas, fritas e depois passadas no tomate molho. Massas típicas de Reggino e Locride.
- Suppa di pani i migliu: prato típico de Sant'Agata di Esaro, é uma sopa feita de pão de milho, feijão, torresmo, chicória e pimentões secos, com a adição de purê de tomate.
- Pasta e feijões alla paisana: feijão, batata, brócolis e macarrão cozidos juntos e temperados com azeite de oliva no prato;
- Pasta e lambà: massa com caracóis, consumida no período de outubro e novembro no centro e norte da Calábria;
- Pasta e patate ara tijeddra: massa e batatas no forno, prato típico de Cosenza cozido cru com todos os ingredientes: penne a candela, batatas, molho, parmesão ralado , alho, orégano e sal). Na região de Reggio, sobre uma base de cebola, azeite e tomate, fresco ou engarrafado, com aipo, pimenta vermelha e, no verão, também manjericão, as batatas são cozidas por cerca de uma hora e depois é adicionada a massa "ditali". Eles são servidos com um punhado de queijo pecorino;
- Perciatelli com peixe;
- Pulenta chi'e brócolis e curcuci: polenta com brócolis e torresmo;
- Rascatìlli: típicos da região jônica de Cosenza, são semelhantes aos strascinati lucanos preparados "absolutamente" à mão, com os dedos: diferem no número de dedos envolvidos na criação " a duj dit" (dois dedos) até "a gott' dit" (oito dedos);
- Zuppa i cipudduzzi: típica da Calábria central e setentrional, é uma sopa de pão e cebolas selvagens, semelhante às lampascioni lucanas e apulianas;
- Gnocchi estilo Cosenza: consiste simplesmente em misturar farinha com água fervente (ou seja, levada à fervura). Com a massa você então faz nhoques (como se fossem feitos com batatas). Eles geralmente são temperados com um rico ragu de carne de porco. É um prato para dias festivos;
- Pasta e patati ca' trimma: batatas novas são fritas, descascadas e cortadas em cubos. Eles são combinados em uma panela, depois de escorridos grosseiramente, com a massa curta cozida al dente, com ovos batidos com queijo pecorino e pimenta-do-reino. Misture por alguns minutos e sirva imediatamente.[1]
- Macarrão e caulisciuri: murcha-se uma cebola cortada em fatias finas, adiciona-se uma mistura de bacon gordo e salsa e derrete-se em bastante azeite, depois junta-se a couve-flor cortada em pedaços, algumas conchas de água e uma pitada de pimenta-do-reino, deixando em fogo moderado até ficar completamente cozido. É temperado com massas curtas, como rigatoni, paccheri ou ditali grande.
- Macarrão com ervilhas: é preparado com uma cebola ralada que é dourada em um pouco de azeite, acrescenta-se uma mistura de banha e salsa, depois acrescenta-se as ervilhas e um pouco de torresmo. carne de porco conservada meio cozida (frittule) em potes de banha. Adicione duas colheres de banha e continue cozinhando em fogo bem baixo por cerca de duas horas. A massa é temperada em formatos de dedal ou aletria. Típico da segunda-feira de Páscoa na região de Reggio.
- Macarrão e favas: cozido usando o mesmo procedimento do macarrão e ervilhas.
- Maccu di fave: um purê de favas secas temperadas com azeite de oliva em um prato e acompanhadas de croutons.[2]
- Taddi al pomodoro: uma sopa de folhas de abóbora com tomates frescos.[3]
- Ciciari ca pasta: grão-de-bico com macarrão. Uma sopa de grão-de-bico enriquecida com cebola, bacon picado e pedaços de perna de boi, temperada com azeite de oliva.[4]
- Vermicelli alla riggitana: doure um dente de alho em azeite, adicione tomates cereja, alcaparras e orégano e tempere o vermicelli.[5]
- Linguine Aspromonte: linguine temperado com um molho preparado com cebola, cogumelos porcini, berinjelas, pimentões, tomate, abobrinhas fritas e aromatizado com pimenta vermelha.[6]
- Scarola ammuddicata: escarola com migalhas. Depois de fervida, a escarola é aromatizada com um dente de alho recém-dourado em azeite de oliva e são adicionados farinha de rosca e queijo pecorino.[1]

## Segundos pratos

### Carne

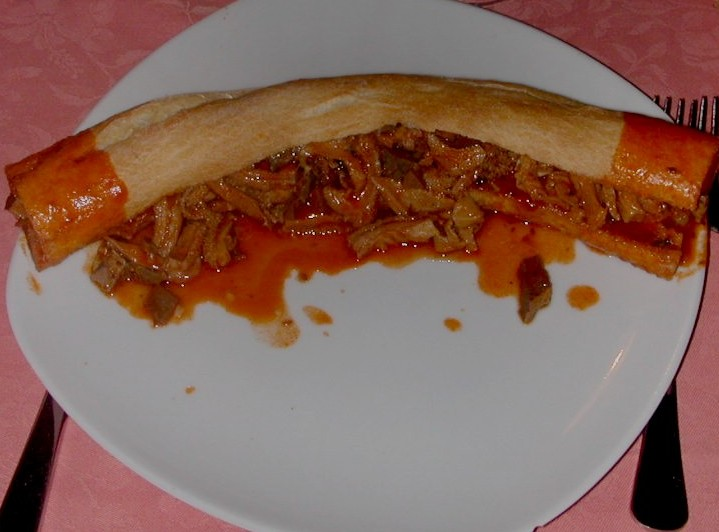
U'Morzeddhu no pitta, prato típico de Catanzaro

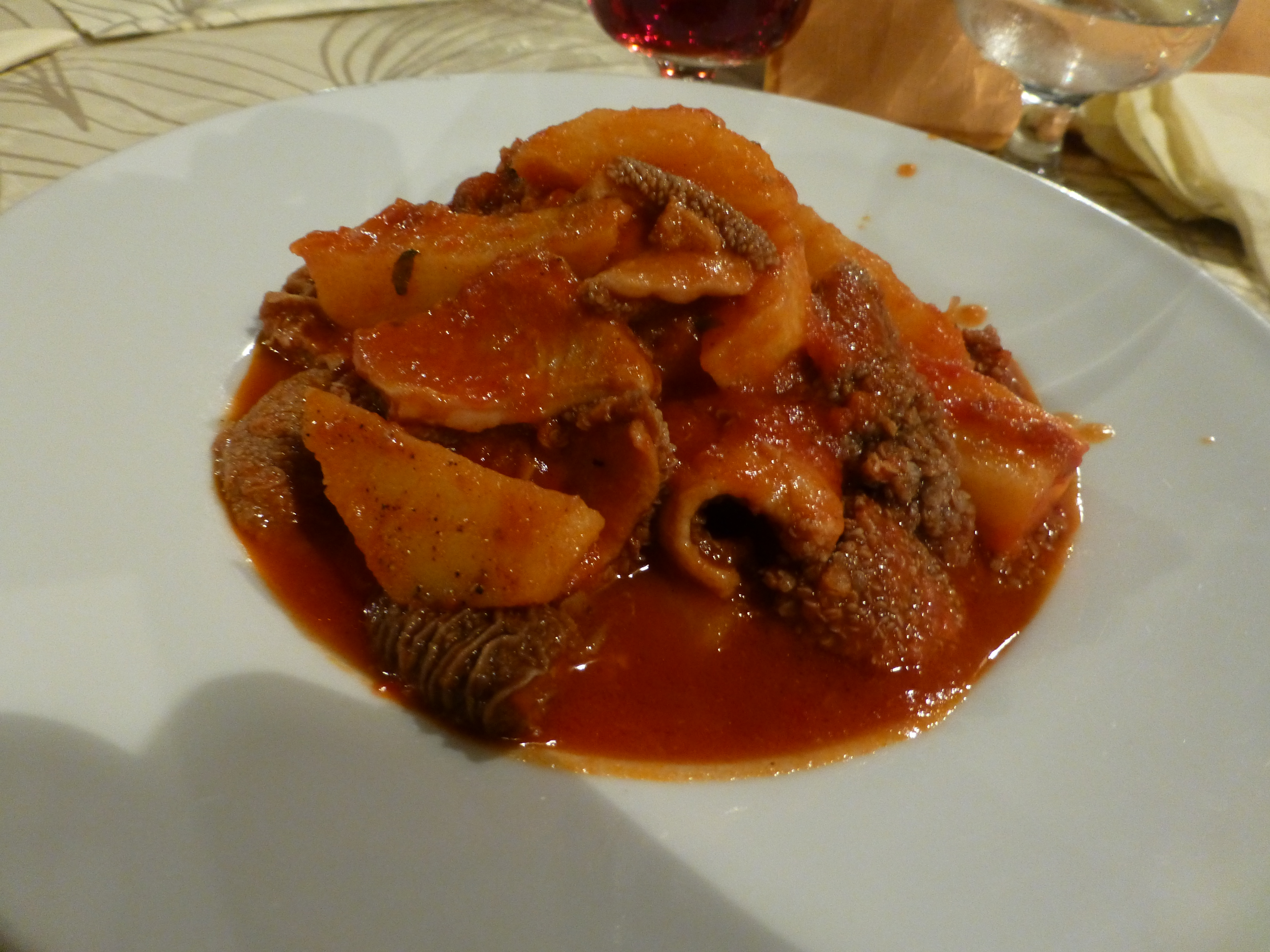
tripa e batatas

- Frittole: são torresmos e carnes de porco que sobram após o preparo de embutidos, cozidos na gordura do animal no caddara ou cardara' ', típico da Reggio Calabria e das áreas montanhosas da Calábria[7];
- Curcùci ou salimorati, frisulimiti e outros nomes: típicos principalmente da região de Reggio, são pedaços de carne de porco, sobras do cozimento do frittole misturado com banha[8];
- Almôndegas mammolesas: preparadas com uma mistura de carne moída carne de porco, pão embebido, ovos, pimenta, alho e queijo de cabra. Depois, as almôndegas são preparadas com as mãos no formato de bolas médias, estão entre os pratos típicos mais conhecidos e apreciados da Calábria;
- Almôndegas de pão de milho ao estilo santagatese: o prato mais representativo da culinária santagatese (de Sant'Agata di Esaro). Feitos com pão de painço, carne de porco, ovos, salsa, queijo pecorino e "acqua" de tomates caseiros (molho de tomate diluído em água), eles são cozidos lentamente no molho e servidos com macarrão ou sozinhos. A tradição determina que haja três almôndegas no prato. Essas almôndegas conheceram muitas variações regionais, mas as de Sant'Agata di Esaro permanecem emblemáticas em toda a província de Cosenza e na Calábria;
- Bucalàci (caracóis, lesmas): em alguns lugares também chamados de vermituri, vavaluci ou virdelli  (este último uma espécie de caracol de cor esverdeada).
- Capocollo frito em 'nduja com cebola Tropea (também chamado de cap'collu fritt' n'da 'nduja ca a cipoll' i Tropea no dialeto calabreso): é um segundo prato preparado fritando o capocollo em 'nduja (linguiça típica da Calábria, uma especialidade de Spilinga) e depois adicionando a cebola roxa de Tropea e, às vezes, um pouco de pão ou berinjela. É frequentemente cozinhado em muitas áreas da Calábria;
- Satizzu ou saddizzu na área de Reggio ou sozizzu ou sazizza  na Cosentino (salsicha calabresa): picante com pimenta vermelha moída no centro e norte da Calábria, com pimenta-do-reino e erva-doce selvagem no sul da Calábria.
- Suppizzata, supprezzata, surpressata (no sentido de pendurado alto** (calabresa soppressata), tem dois tipos diferentes: picante com pimenta vermelha picante e, menos frequentemente, doce na Calábria Central e Setentrional. Com pimenta-do-reino e funcho selvagem na Calábria meridional, especialmente na área de Reggio.
- Ficatu alla rriggitana: fígado de vitela com cebola, batatas fritas e tudo misturado com vinagre de vinho.
- Mazzacorde alla cosentina: preparado com miúdos de cordeiro (tripa, pulmão, coração, baço, intestinos, rede) e temperado com alho, pimenta vermelha picante, tomate pelado, manjericão, orégano, azeite virgem azeite e sal.
- Murzeddhu (típico da área de Catanzaro): um ensopado de miúdos de vitela com molho de tomate e bastante pimenta. Acompanha-se de pitta, uma espécie de pão caseiro[9][10]
- Cervellata: típica da Calábria central e norte.
- Suffrittu (salteado), típico da região de Reggio Calabria e do sul da Calábria, é preparado com miudezas e pode ser feito de vitela, cabra, cordeiro ou porco. Se for feito de carne bovina, é cozido em uma panela com pedaços de tripa, rim, baço e coração, com cebola, tomate, pimenta e banha. Se ovelhas, com todos os miúdos; se carne de porco com apenas o pulmão.[11]
- Um pequeno patife estranho;
- Crapettu all'usu i Riggiu;
- Ragu de cabra
- Caèra no estilo Polsi;
- Carne de ovelha;
- Cozido calabreso;
- Stufatu alla Santagatisa, ensopado à maneira de Sant'Agata di Esaro
- Ragu da Calábria
- Croquetes;

### Peixe

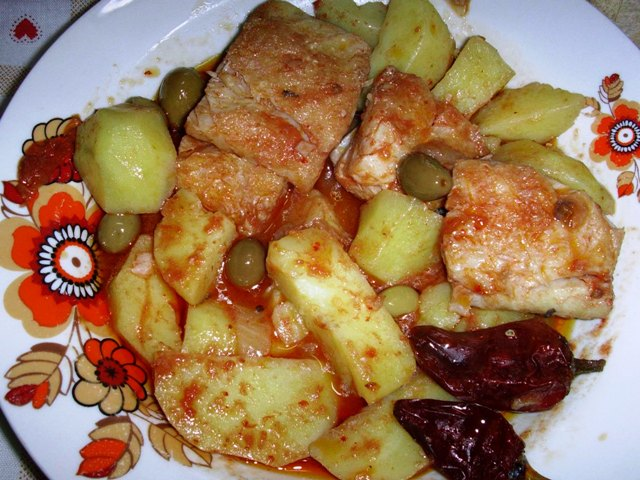
Stocco alla mammolese, prato típico de Mammola e Calábria

- Bacalhau à Cosentina: preparado com batatas, azeitonas pretas, pimentões, molho de tomate, louro, salsa, sal e pimenta;
- Espada-da-calábria[12] é cozido em muitos pratos, incluindo:
  - Piscispata alla riggitana
  - Piscispata alla bagnarota
  - Piscispata 'rustùtu cu'sarmurìgghiu: peixe-espada assado com salmoriglio, um prato típico de Reggio;
  - Piscispata a'gghiotta: prato típico de Reggio;
  - Bracioletti i Piscispata':' rolinhos de peixe-espada, um prato típico de Reggio;
- Stockfish ou stockfish, em particular o stockfish de Mammola, (incluído na Lista Nacional de Produtos Agroalimentares pelo Ministério de Políticas Econômicas Agrícolas e Florestais) e também a de Cittanova. O "Stocco" é preparado de várias maneiras e é considerado um dos pratos típicos mais famosos da gastronomia calabresa;
  - Stocco com cogumelos: o "stocco" é cozido com cogumelos em molho de tomate ou em molho branco;
  - Stocco e feijão: o "stocco" é cozido com feijão e tomate na tiana, um recipiente de terracota;
  - Peixe assado: o "stocco" é assado na grelha ou na chapa e temperado com azeite;
  - Stocco alla mammolese: preparado com pedaços de "stocco" e batatas em molho de tomate, azeitonas e pimenta, é considerado um dos pratos típicos mais famosos da Calábria.
  - Piscistoccu a 'nzalata: peixe seco em salada, cru, macerado em limão, sal e salsa;
  - Piscistoccu alla trappitara: bacalhau alla frantoiana, típico da região de Reggio;
  - Berinjelas recheadas com bacalhau;
  - Ventriceddi i piscistoccu: barriga de bacalhau, recheada com farinha de rosca temperada.
- Atum de Reggio "estilo Bagnarese"
- Sardella (no dialeto "sardedda"), típico de Crucoli, Cariati, Crosia,  Trebisacce (aqui chamado de à sardicella piccante) e Cirò mas difundido em toda a Calábria, é uma massa cremosa feita com sardinhas ou bianchetti (recém-nascidos da Sardenha) com sal, pimenta e vários temperos (por exemplo, "funcho"). É usado espalhando-o no pão, sendo neste caso habitual servi-lo com cebola fresca, ou como condimento para espaguete.
- Torta de lichia: bolo de anchova;
- Peixe-colher turtera: bolo de peixe-bandeira;
- Cutuletti i spatula: filés de peixe-bandeira;
- Espátula a brodettu; Peixe bandeira no molho;

### Vegetais
- Almôndegas de berinjela

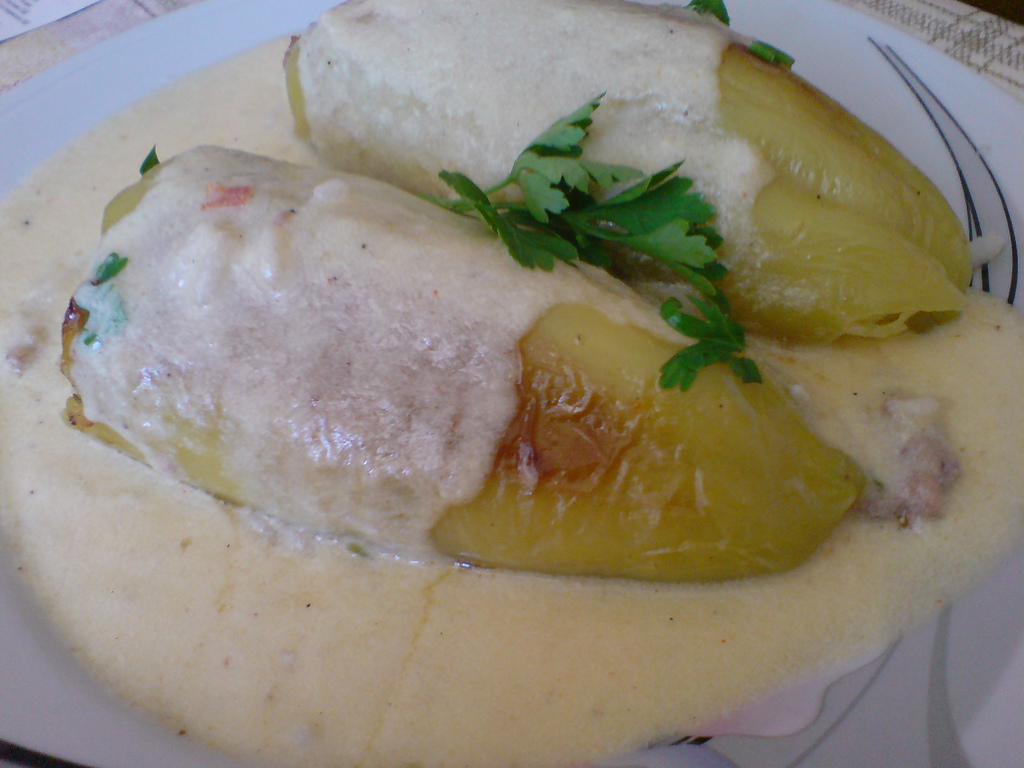
Pipi chini

Erva-doce e feijão

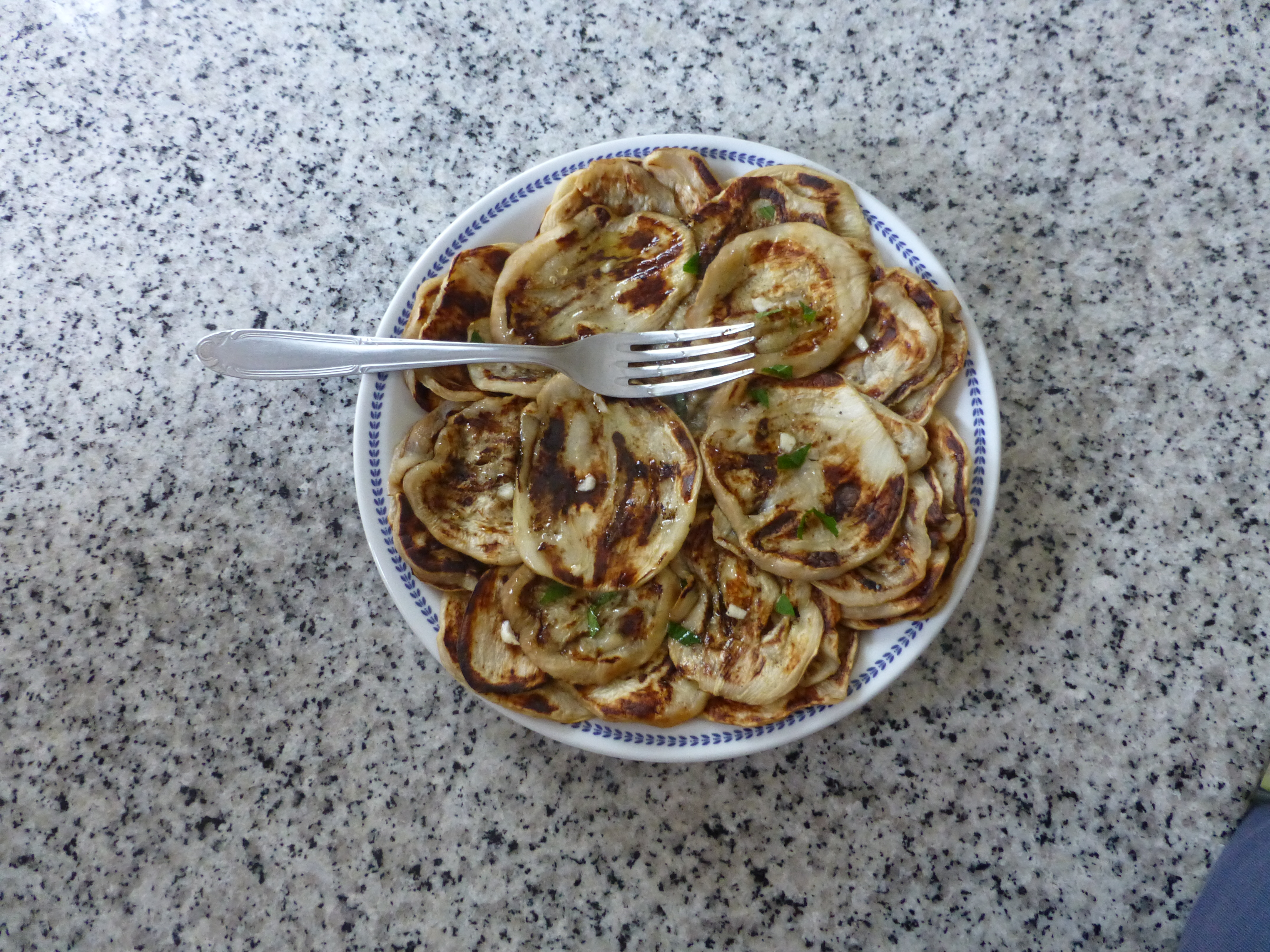
Berinjelas fritas

- Berinjelas recheadas, “melangiani chjini” ou “mulingiani chini”, são preparadas com o recheio da polpa das próprias berinjelas, o sabor é determinado pela mistura e pelo aromas naturais . As berinjelas também são preparadas com recheio de bacalhau, ricota, vegetais, batatas, molho de cebola e tomate, etc.;
- Espinho de berinjela;
- Patate 'mpacchiuse; prato típico da Calábria centro-norte. A versão Cosenza também inclui cebola e pimenta na fritura e as variantes adicionais de pimentões e linguiça;
- Pìpi chìni: pimentões recheados;
- N'ghiambara: omelete de cebola, típica da cidade de Cosenza;
- Gianfùttiri: peperonata à base de vegetais, composta por vários vegetais cozidos separadamente, depois fritos em óleo e polvilhados com vinagre reunidos em um único prato (prato típico do norte da Calábria) central );
- Vruacculi i rapa e sazizza: nabo frito, brócolis e salsicha, um prato típico de Cosenza;
- Vruacculi ara tijeddra: Brócolis calabreso cozido e depois assado com óleo, alho, queijo pecorino e farinha de rosca, um prato típico do norte da Calábria;
- Màccu (macco): purê de [[Vicia faba|favas] cozidas, reduzidas a polpa e temperadas com óleo e funcho selvagem;[13]
- Pipi frito, também chamado de patati e pipareddi ou pipi e patati: pimentões fritos com batatas;
- Zafarani a rusceddra ou zafarani a ruscella, ou zafarani cruschi: pimentões secos durante o verão, que são fritos para ficarem bem crocantes , um prato típico do centro-norte da Calábria;
- Ammuddicati: pimentões, tomates, abobrinhas, cebolas, batatas recheadas com farinha de rosca servidas com queijo, alho e alcaparras;
- Cucuzzeddi ca trimma: abobrinhas com ovo e queijo pecorino ralado;
- Brocculi 'ffucati: Brócolis calabresa cozido com azeite e alho;
- Pimentões recheados: pimentões cereja recheados com atum, com adição de alcaparras e conservados em óleo.

### Outro

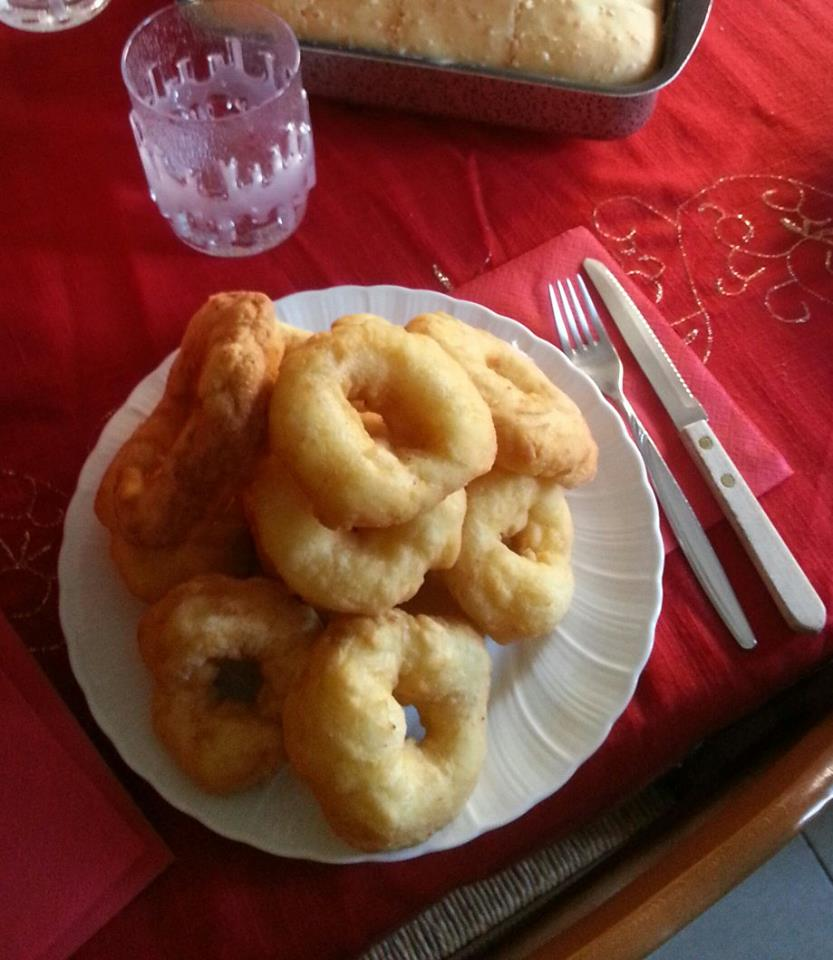
Um prato de cuddrurieddri cosentini

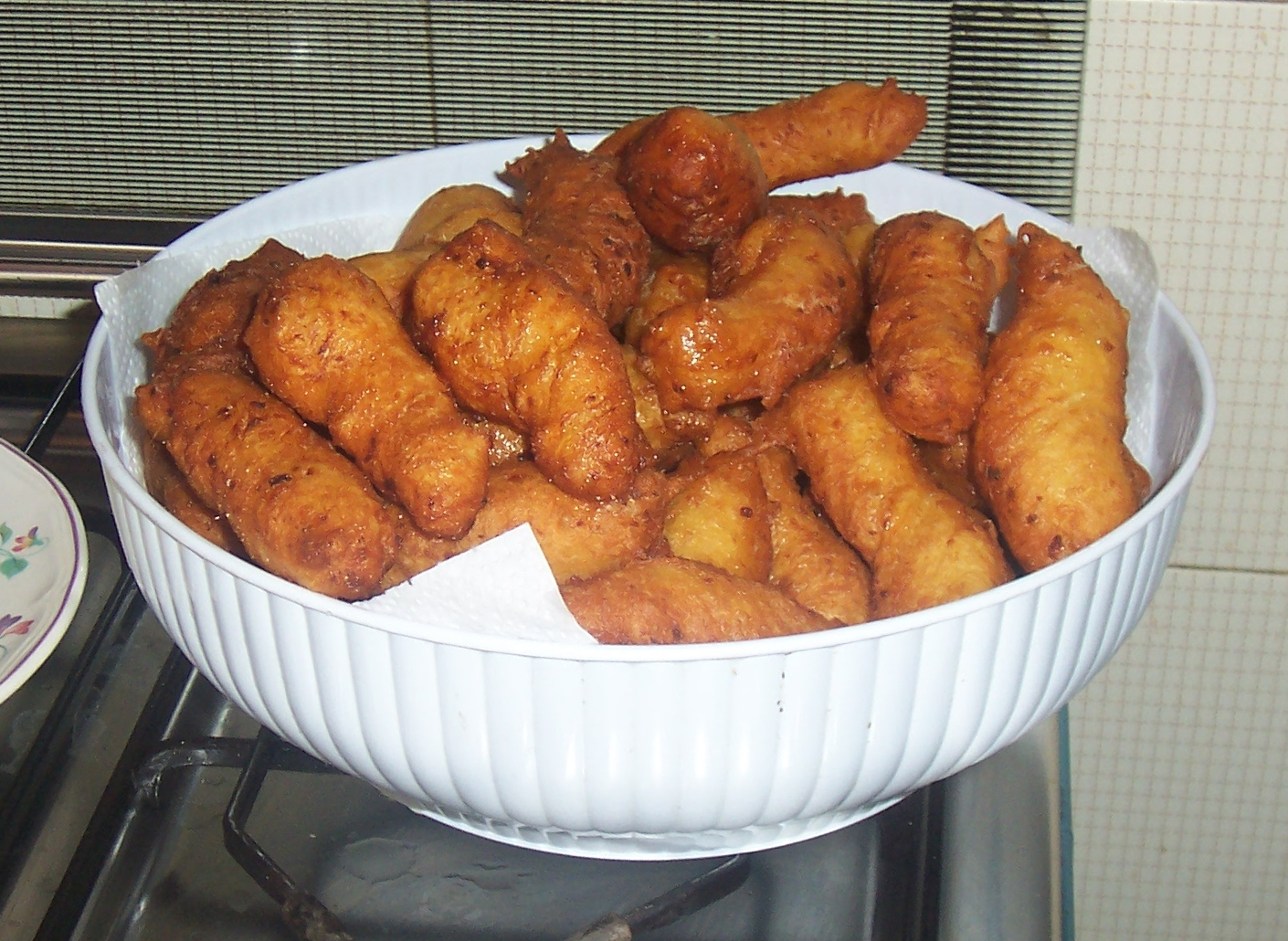
Zippuli

- Cuddrurieddri Cosentini: tradicionalmente preparados durante o período de Natal que vai da Imaculada Conceição (razão pela qual são posteriormente chamados de cuddrurieddri de 'Mmaculata) até "Epifania". Elas são preparadas fervendo e amassando batatas. Depois de deixar as batatas cozidas e amassadas esfriarem, adicione o fermento e a farinha e amasse tudo, "pigliannu a ppugni". Depois, pedaços de massa são transformados em donuts, bolas (geralmente feitas com anchovas) ou longas. Depois de deixá-los crescer, eles são fritos em óleo fervente. Para quem quiser, também podem ser passados no açúcar;
- Biscottu a 'capunata: biscoito de trigo "a caponata", um prato típico de Reggio;
- Zippuli: preparado com uma mistura de batatas e farinha e depois frito;
- Batatas e caccìoffuli alla mascisc, alcachofra de Jerusalém[14]
- Licurda: sopa feita de cebola, aipo, batata, peixe, tomate e ovos, como condimento para pão amanhecido, prato típico do norte da Calábria.

## Carnes curadas

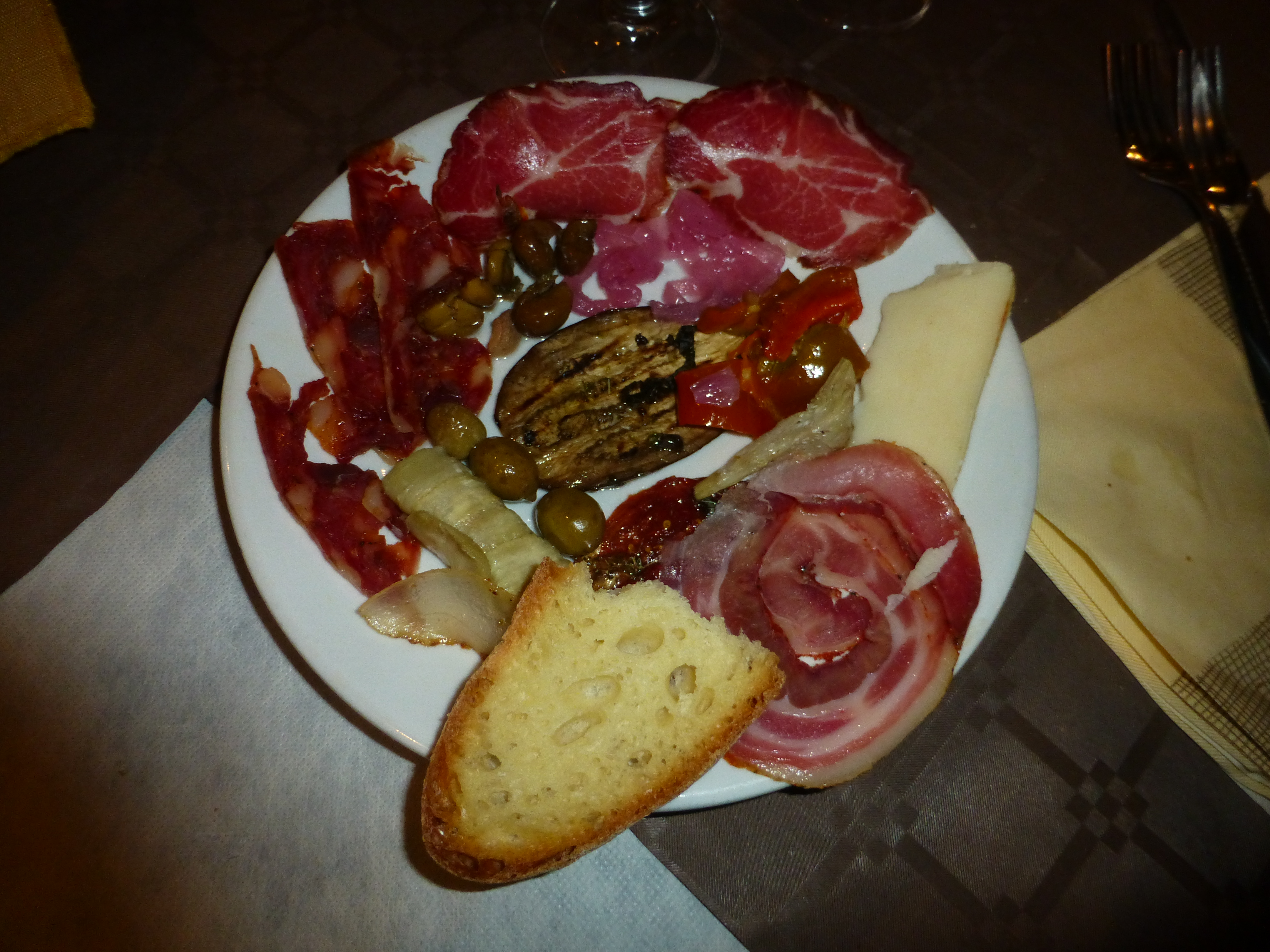
Aperitivos à base de frios, queijos, cebolas e azeitonas

- 'Nduja: salame típico da Calábria, picante ou doce, típico da Calábria central, especificamente de Spilinga, na província de Vibo Valentia.

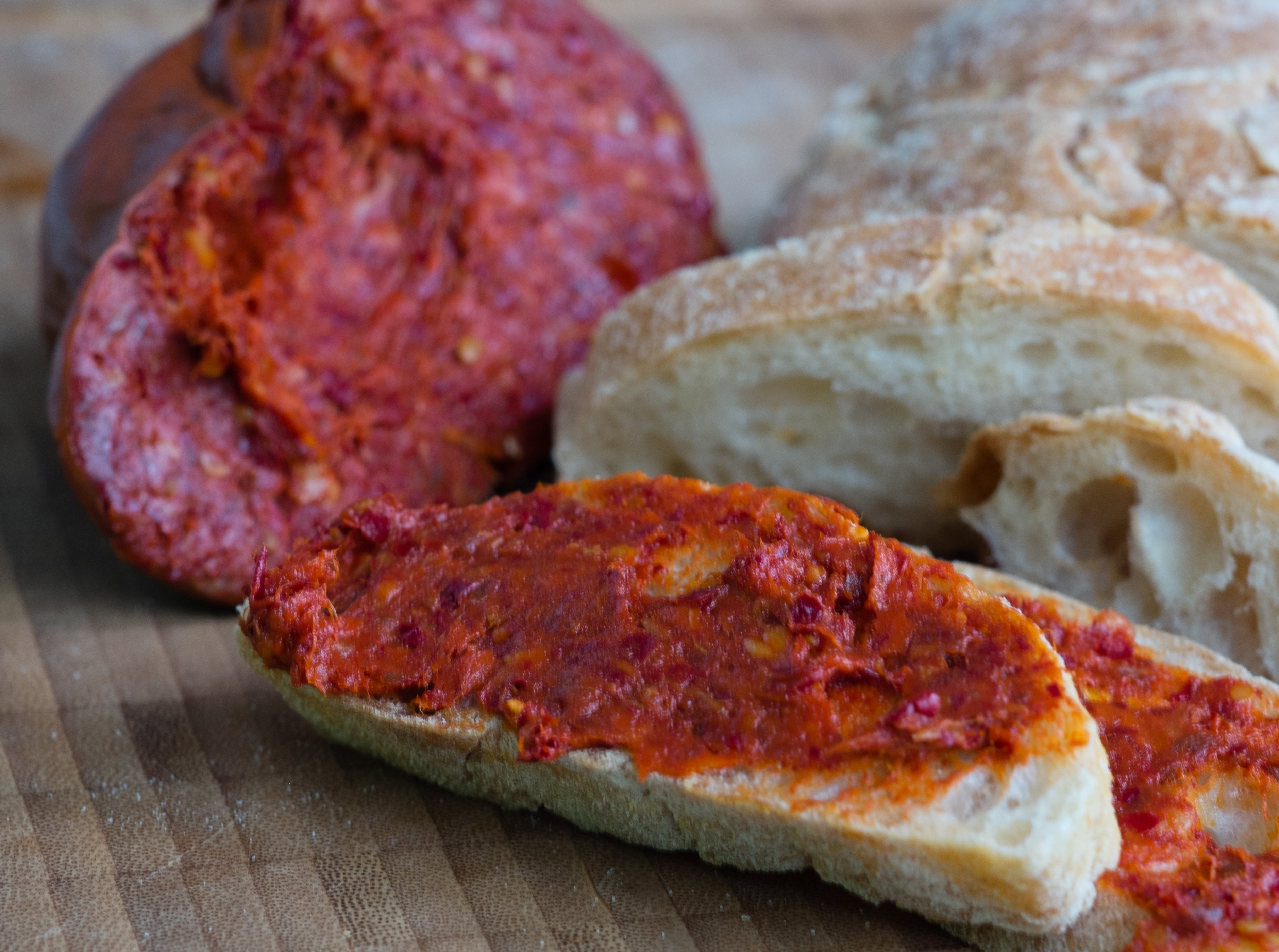
'Nduja

- Soppressata da Calábria: é preparado tomando as melhores partes da carne de porco, cortadas em pedaços e adicionando pimenta-do-reino, erva-doce (grãos), sal e pimenta calabresa , colocando-os em tripa natural, em especial é preciso utilizar a tripa proveniente do intestino grosso.
- Salsicha calabresa: é preparada com carne de porco picada à qual se adiciona pimenta-do-reino, funcho (em grãos), sal e pimenta calabresa, recheando-os deve ser utilizada tripa natural, em especial a proveniente do intestino delgado.
- Capocollo Calabriano ou capicoddhu, capicodu, capaccùallu, capicoju, capaccùaddru, capeccùallu;
- Toucinho calabreso: é feito com a parte da barriga do porco, retira-se a pele e a parte interna constituída por carne e gordura e coloca-se em sal para Depois de alguns dias, após o período de salga, o bacon é espalhado com pimenta vermelha ou preta moída, enrolado e amarrado, e deixado para amadurecer.
- Bochecha calabresa ou bucculàru, bufhularu, vuccularu, vusjhulu ou vusjhularu:
- Salame pezzente: ou pizzenti, nduglia, nduja, típico da região de Cosenza e das áreas montanhosas de Aspromonte, é feito enchendo um intestino delgado ( como uma salsicha) com carne muscular de porco, pulmões e coração e, em seguida, adiciona-se pimenta vermelha moída para dar um sabor picante e uma cor avermelhada.

## Queijos

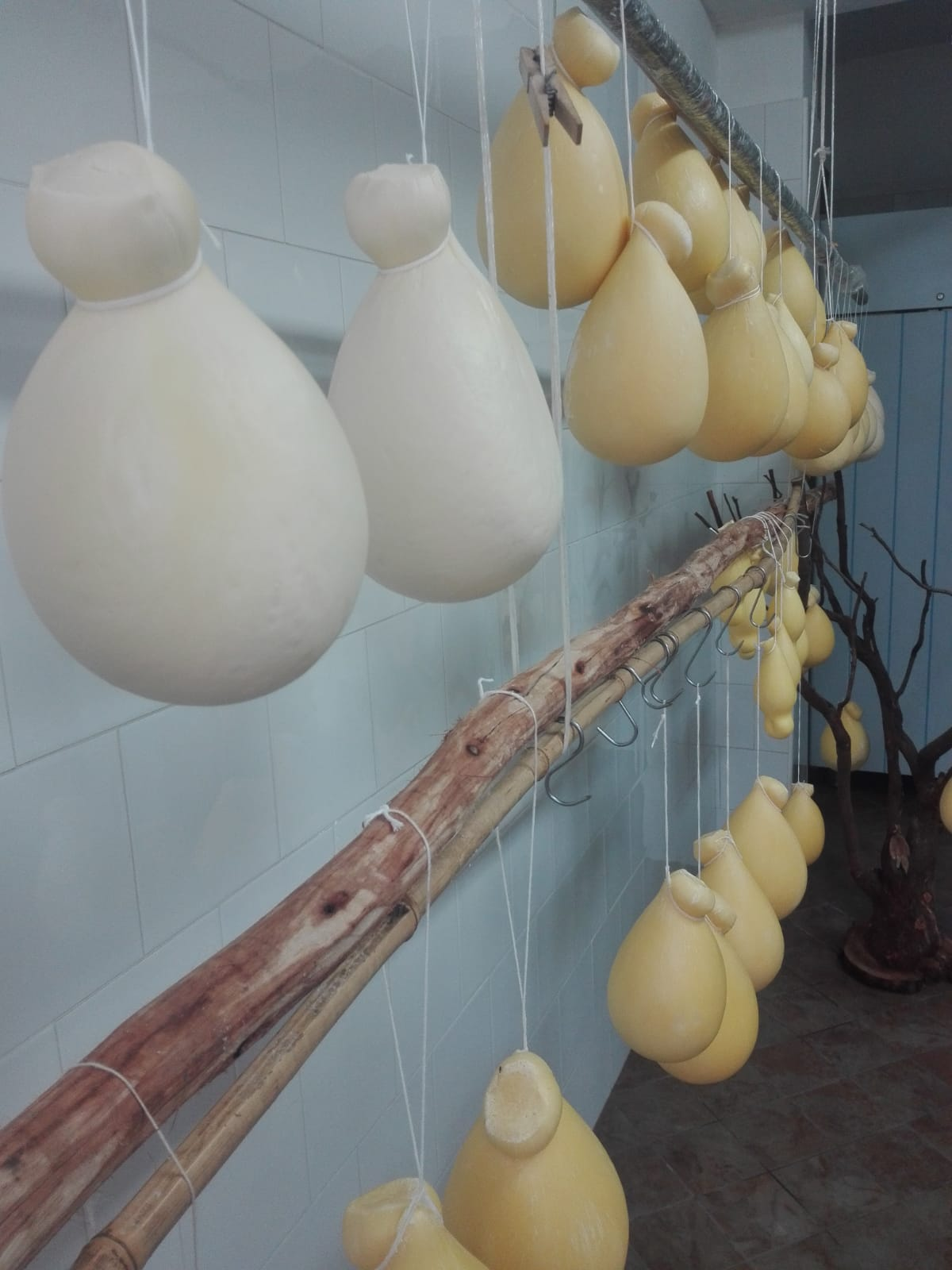
Caciocavallo di Ciminà

- Pecorino crotonese;
- Provola silana;
- Caciocavallo Silano;
- Pecorino del Monte Poro;
- Cabra Limina;
- Queijo pecorino de Pollino;
- Pecorino de Aspromonte;
- Pecorino de Cardeto;
- Pecorino della Locride;
- Ciminà Caciocavallo.
- Queijo de cabra Nicastro (CZ)

## Ricotte
- Ricotta affumicata Crotonese;

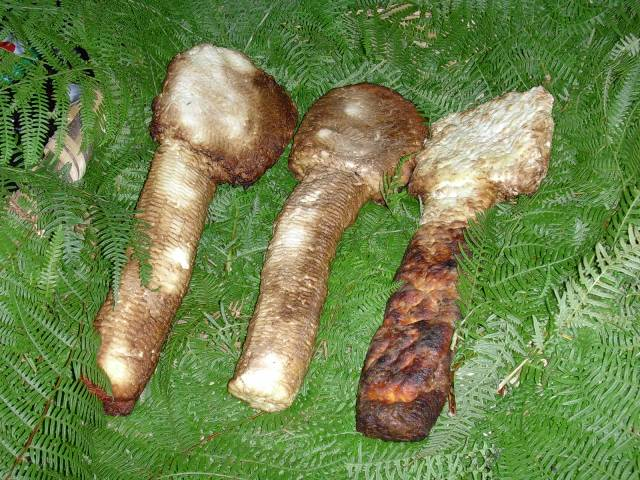
Ricotta Affumicata di Mammola

- Ricotta di capra affumicata di Mammola;
- Ricottone salato;
- Ricotta di capra;
- Ricotta di pecora;

## Outras imagens

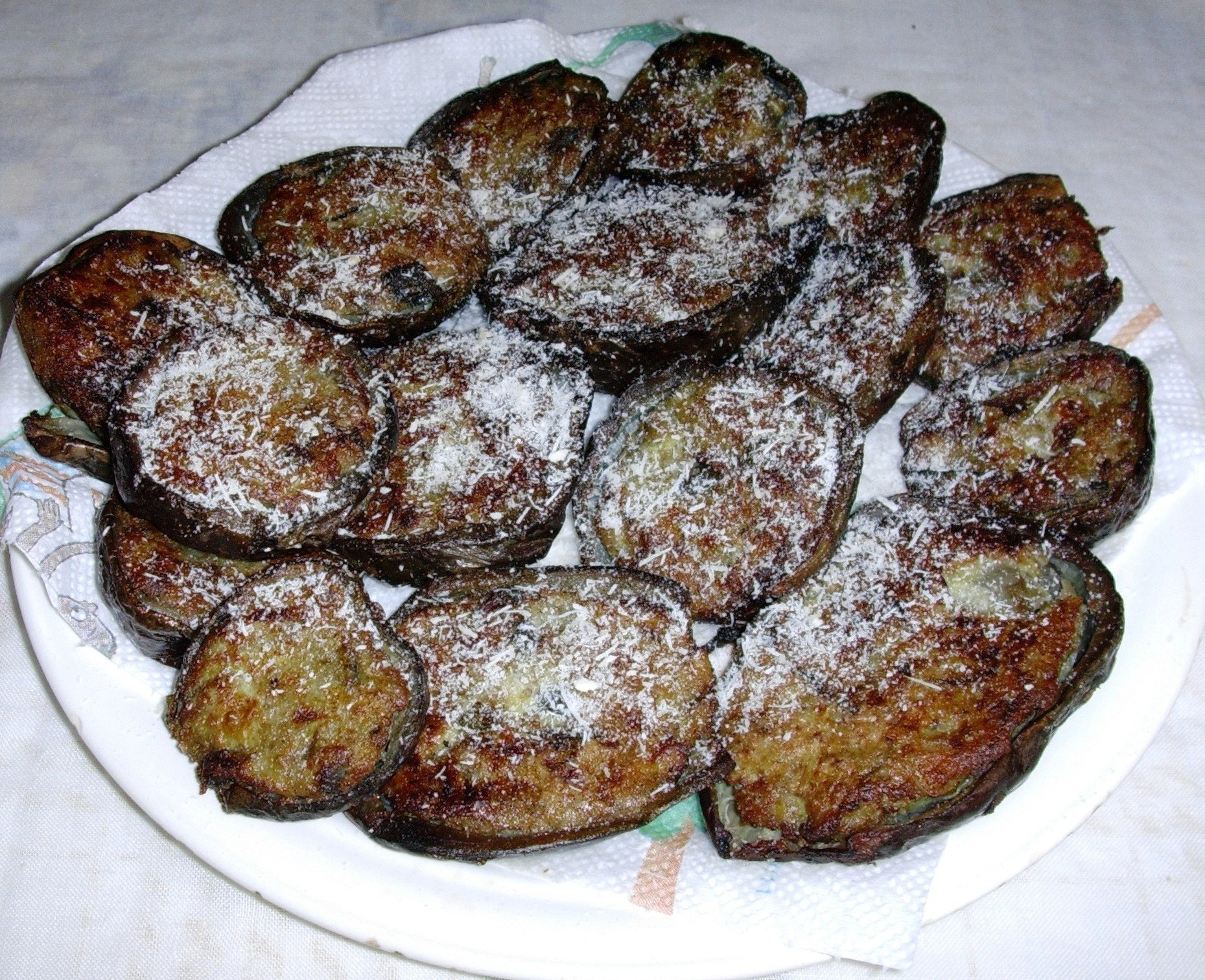
Beringelas.
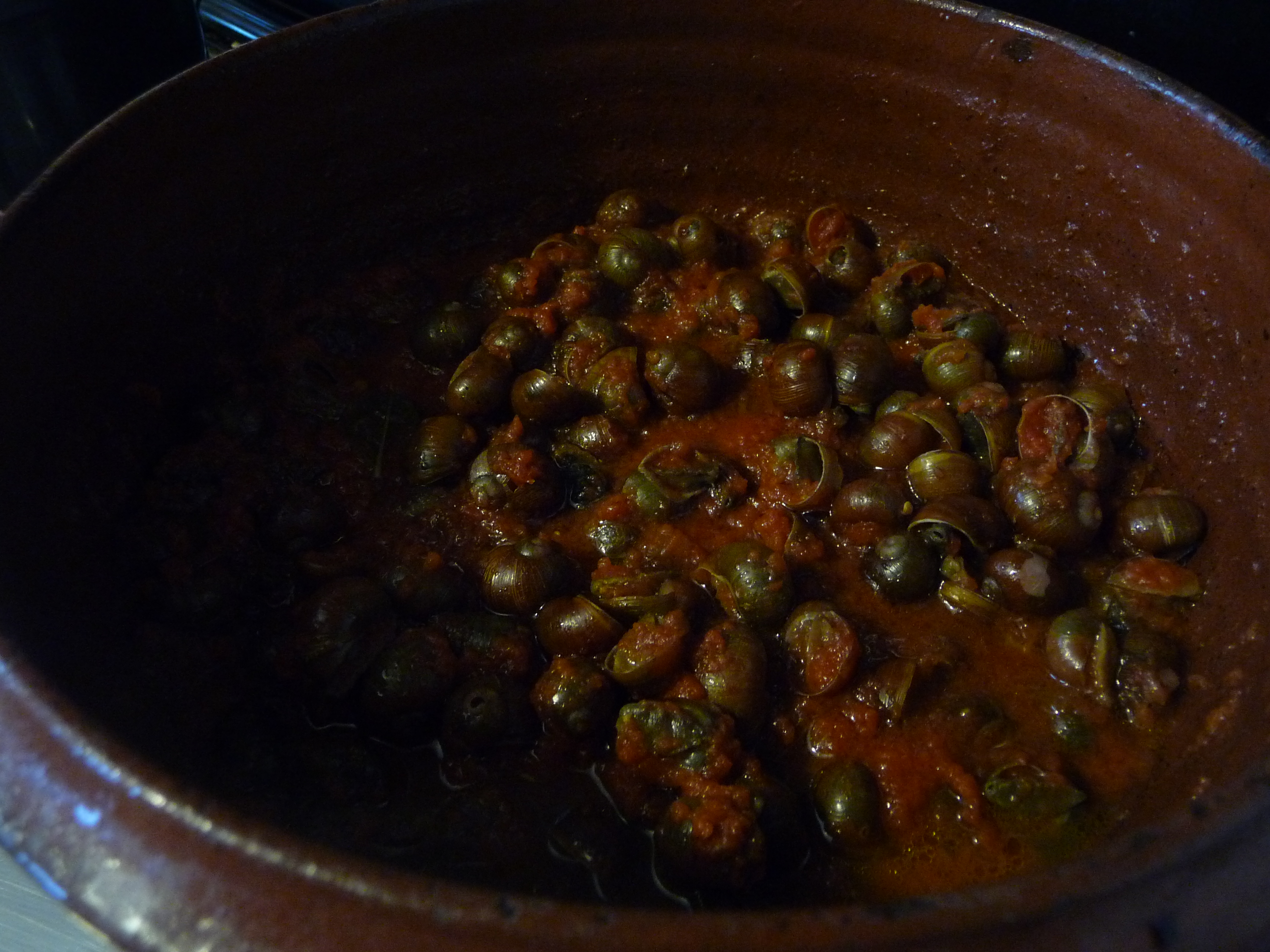
Molho com caracois.
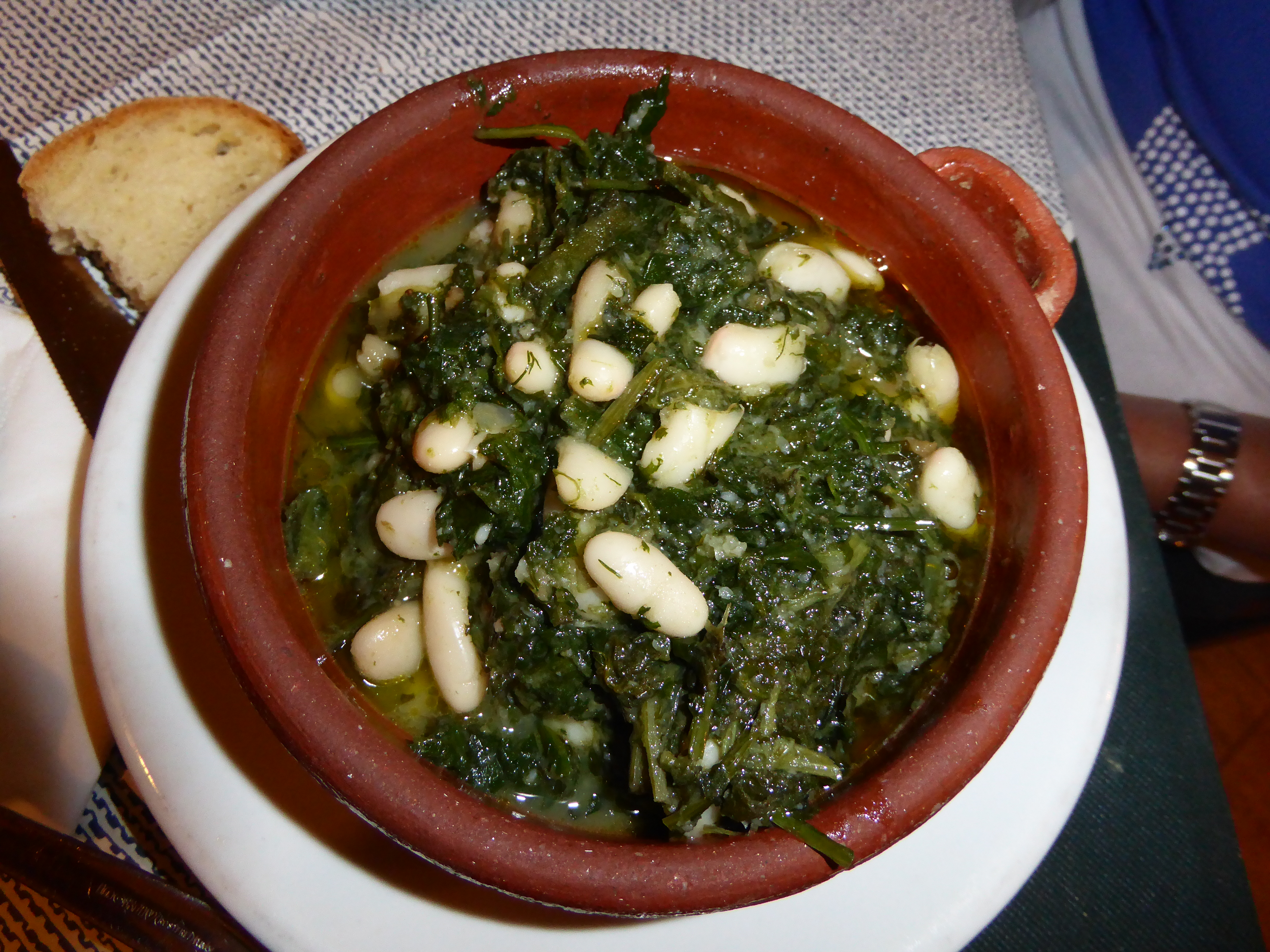
Funchos e feijoes.
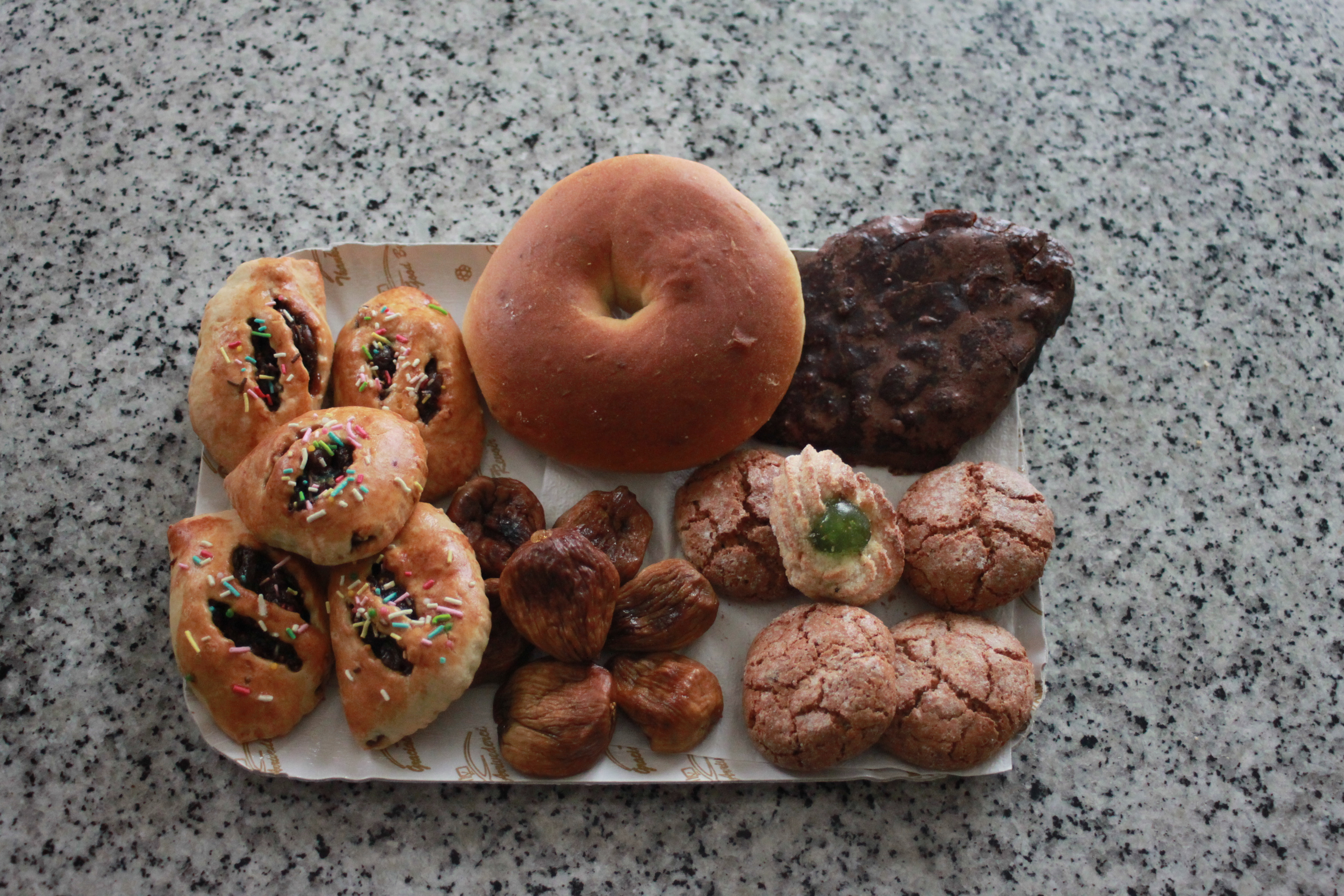
Docinhos.

## References
</refernces>